# Derin S. Durham

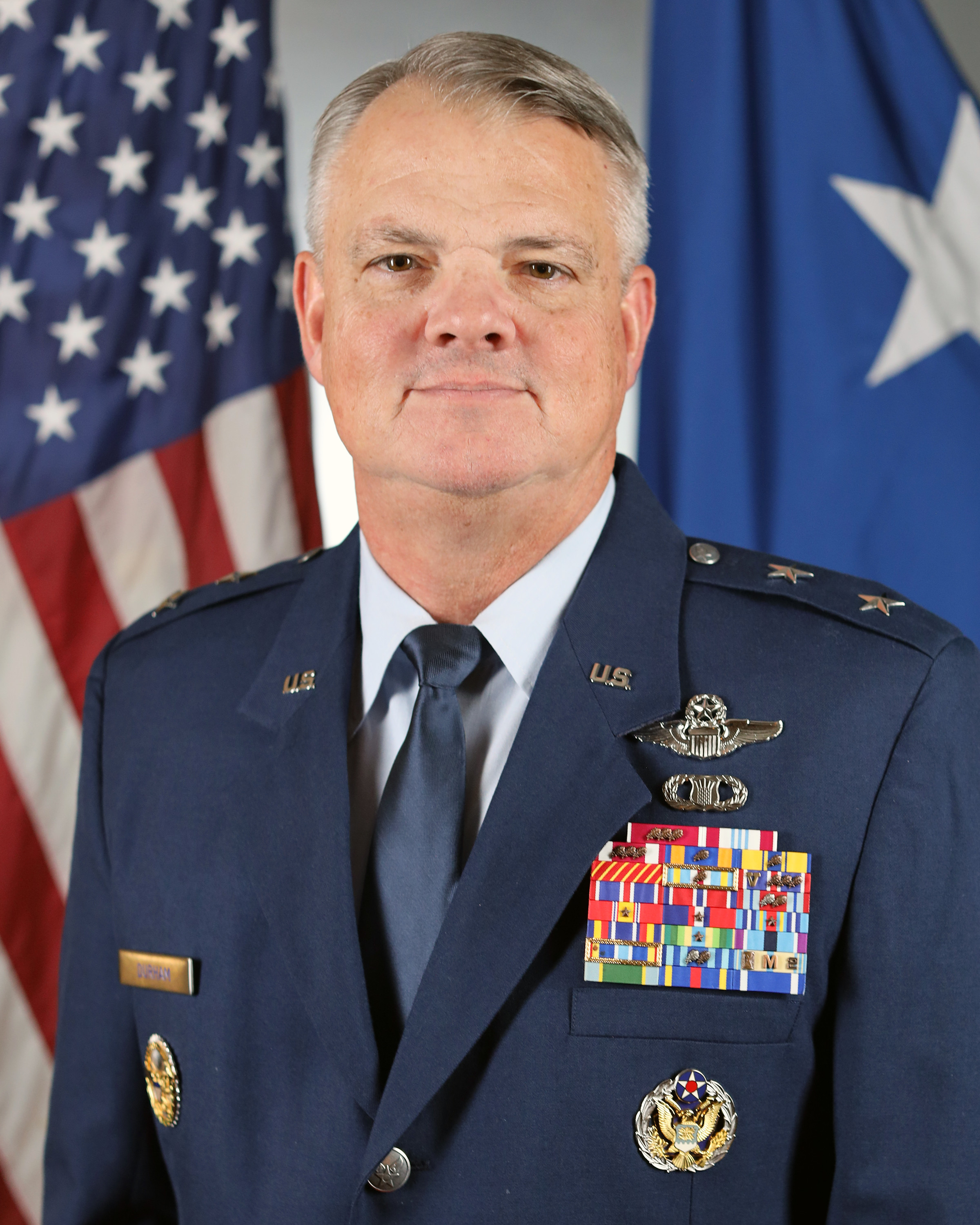
Derin S. Durham (2023)

 Derin Scott Durham  (* um 1968) ist ein Generalmajor der United States Air Force. Zur Zeit (April 2025) kommandiert er die 4. Luftflotte  (Fourth Air Force).
Über das ROTC-Programm des Militär-Colleges The Citadel in Charleston in South Carolina gelangte er im Jahr 1990 in das Offizierskorps der United States Air Force. Dort durchlief er anschließend alle Offiziersränge vom Leutnant bis zum Zwei-Sterne-General.
Im Lauf seiner militärischen Karriere absolvierte er verschiedene Kurse und Schulungen. Dazu gehörten unter anderem eine Ausbildung zum Kampfpiloten und weitere Fortbildungskurse als Pilot neuer Flugzeugtypen; die Squadron Officer School auf der Maxwell Air Force Base in Alabama; das Air Command and Staff College und das Air War College, beide über je einen Fernkurs; der Joint Military Operations Course beim Naval War College in Newport in Rhode Island und der NATO Senior Reserve Officers Course an der NATO School Oberammergau in Deutschland. Hinzu kamen noch einige andere Weiterbildungskurse. Außerdem erhielt er akademische Grade von der National Defense University, der University of North Carolina at Chapel Hill und der Harvard Kennedy School.
In seinen frühen Jahren als Offizier der Luftwaffe war er an verschiedenen Stützpunkten stationiert. Dabei war er als Pilot, Flugausbilder oder Stabsoffizier bei unterschiedlichen Einheiten tätig. Dazwischen absolvierte er die erwähnten Schulungen. Als Stabsoffizier war er unter anderem im Hauptquartier der Air Force tätig. Als Kampfpilot flog er Einsätze im Kosovo, im Irak und in Afghanistan. Seit Mai 2003 gehörte er der Reserve der Luftwaffe an und diente fortan in Reserveeinheiten.
Zwischen August 2011 und Juni 2013 kommandierte Derin Durham die 512th Operations Group. Diese war auf der Dover Air Force Base in Delaware stationiert und gehörte über das 512. Transportgeschwader zur 4. Luftflotte. Danach gehörte er bis zum Juli 2014 dem Stab im Hauptquartier der Air Force an, wo er in der Abteilung für Reserveangelegenheiten tätig war. Danach wechselte er zur Abteilung für Mobilisierung im Verteidigungsministerium der Vereinigten Staaten, wo er bis zum August 2015 verblieb (Deputy Director for Mobilization).
In der Folge kehrte er zur Dover AFB zurück, wo er das Kommando über das 512. Transportgeschwader (512th Airlift Wing) erhielt, das ebenfalls der 4. Luftflotte unterstand. Diese Aufgabe erfüllte er zwischen August 2015 und Juni 2017. Daran schloss sich eine Versetzung zur Westover Air Reserve Base in Massachusetts an, wo er zwischen Juni 2017 und April 2019 das 439. Transportgeschwader (439th Airlift Wing) kommandierte. Auch dieses Geschwader unterstand der 4. Luftflotte. Während dieser Zeit war er zwischen Februar und Juni 2018 zur Al Udeid Air Base in Katar beordert, wo er Stabsoffizier (Director of Mobility Forces) der dortigen Einheiten des United States Central Commands war.
Durhams nächster Auftrag führte ihn auf die Randolph Air Force Base in Texas. Zwischen April 2019 und Juni 2020 war er dort stellvertretender Kommandeur des Air Force Recruiting Service. Daran schloss sich eine Versetzung zur Robins Air Force Base in Georgia an. Zwischen Juni 2020 und September 2022 leitete er dort die Stabsabteilung für Operationen beim Air Force Reserve Command. Am 10. September 2022 übernahm er auf der March Air Reserve Base in Kalifornien als Nachfolger von Jeffrey T. Pennington das Kommando über die 4. Luftflotte. Dieses Amt bekleidet er bis heute (April 2025).
Während seiner aktiven Zeit als Militärpilot absolvierte er über 5100 Flugstunden auf verschiedenen Flugzeugtypen.

## Daten der Beförderungen
| Abzeichen | Rang               | Jahr              |
| --------- | ------------------ | ----------------- |
|           | Second Lieutenant  | 12. Mai 1990      |
|           | First Lieutenant   | 13. November 1992 |
|           | Captain            | 13. November 1994 |
|           | Major              | 1. Dezember 2001  |
|           | Lieutenant Colonel | 2. August 2007    |
|           | Colonel            | 17. Februar 2012  |
|           | Brigadier General  | 12. Dezember 2018 |
|           | Major General      | 1. August 2022    |

## Orden und Auszeichnungen
Derin Durham erhielt im Lauf seiner militärischen Laufbahn unter anderem folgende Auszeichnungen:
- Air Force Distinguished Service Medal
- Legion of Merit
- Defense Meritorious Service Medal
- Meritorious Service Medal
- Air Medal
- Air and Space Commendation Medal
- Combat Action Medal
- Joint Meritorious Unit Award
- Air and Space Outstanding Unit Award
- Combat Readiness Medal
- National Defense Service Medal
- Kosovo Campaign Medal
- Global War on Terrorism Expeditionary Medal
- Global War on Terrorism Service Medal
- Armed Forces Service Medal
- Armed Forces Reserve Medal
- NATO-Medaille